# Der Eid des Stephan Huller
Pour plus de détails, voir Fiche technique et Distribution.
Der Eid des Stephan Huller est un film allemand réalisé par Viggo Larsen, sorti en 1912.

## Fiche technique
- Titre : Der Eid des Stephan Huller
- Réalisation : Viggo Larsen
- Scénario : Viggo Larsen d'après le roman de Felix Hollaender
- Photographie : Max Lutze
- Pays d'origine : Empire allemand
- Format : Noir et blanc - 1,33:1 - Film muet
- Date de sortie : 1912

## Distribution
- Viggo Larsen : Boss Huller
- Wanda Treumann (en) : Bertha-Marie
- Fritz Schroeter : Artinelli